# Martin Schwalb
Martin Schwalb (Stuttgart, 4 de maio de 1963) é um ex-jogador de handebol profissional e treinador alemão. Ganhou medalha de prata nos Jogos Olímpicos de Verão de 1984.
Martin Schwalb fez seis partidas com 9 gols. 